# Sericulus ardens
L'uccello giardiniere fiammante (Sericulus ardens (d'Albertis & Salvadori, 1879)) è un uccello passeriforme della famiglia Ptilonorhynchidae.

## Etimologia
Il nome scientifico della specie, ardens, deriva dal latino e significa "ardente", in riferimento alla livrea di questi uccelli.

## Descrizione

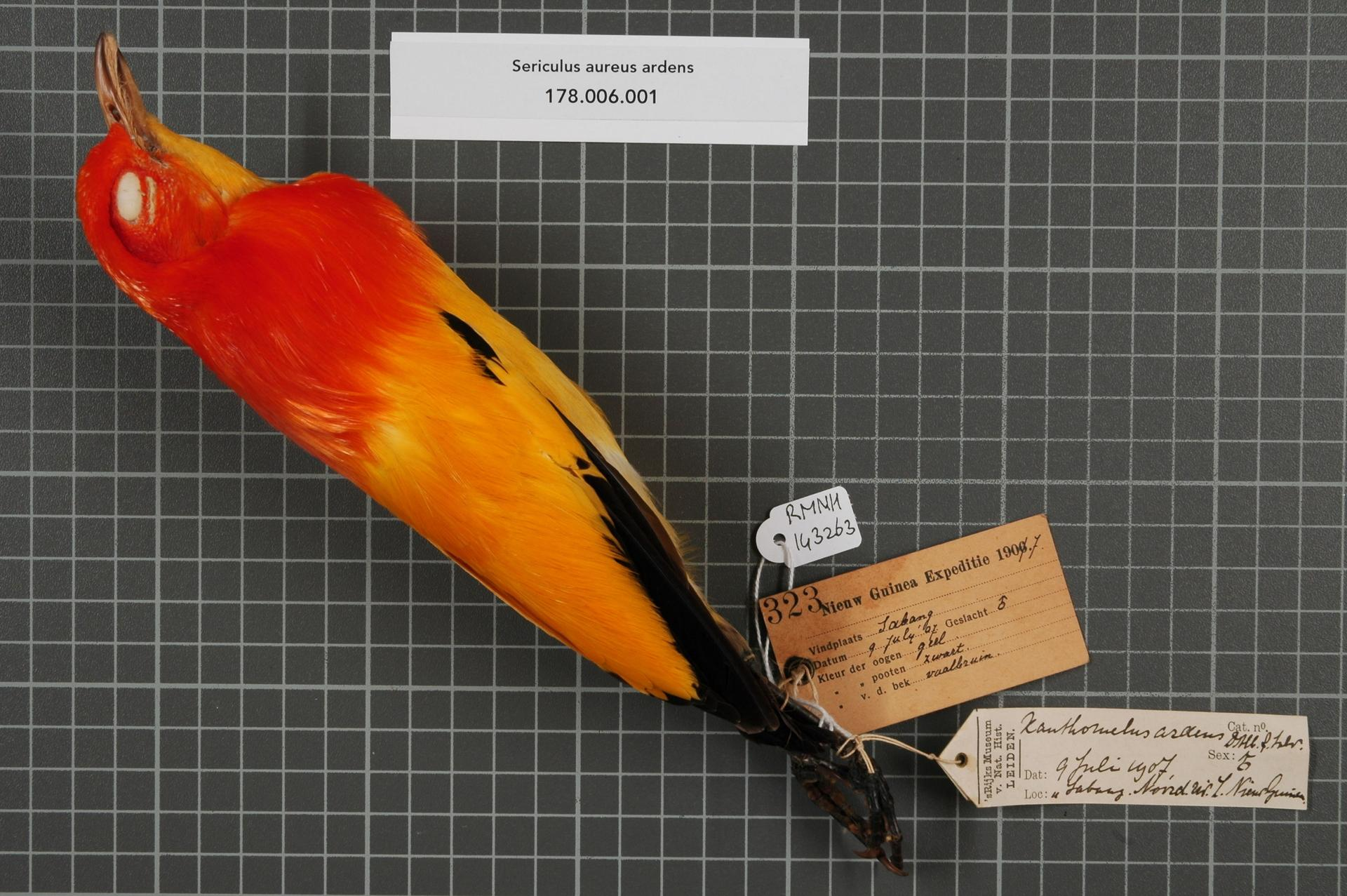
Veduta laterale di maschio impagliato.

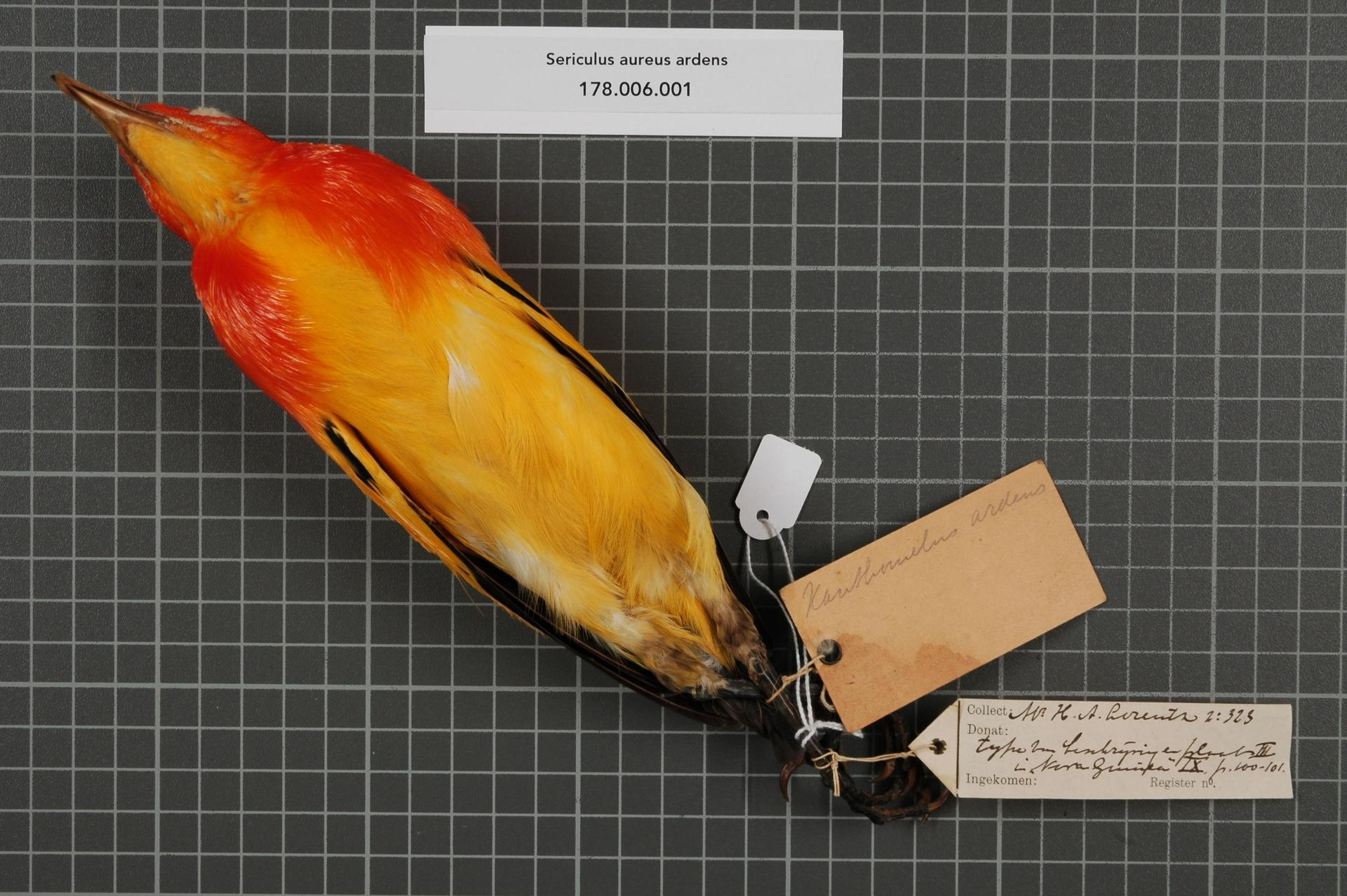
Veduta ventrale di maschio impagliato.

### Dimensioni
Misura 25,5 cm di lunghezza, per 120-168 g di peso.

### Aspetto
Si tratta di uccelli dall'aspetto paffuto e massiccio, muniti di testa piccola e arrotondata con lungo e sottile becco conico, ali digitate, zampe lunghe e forti e corta coda di forma squadrata.
La specie presenta dicromatismo sessuale.

Le femmine, infatti, presentano una sobria livrea dominata dorsalmente dai toni del bruno-olivastro, mentre ventralmente sono presenti vivide sfumature giallastre: i maschi, invece, presentano testa, dorso ed area scapolare di colore rosso-arancio, mentre il resto del piumaggio (gola, petto, ventre, groppa, codione, ali) è di colore giallo oro con sfumature aranciate, più chiaro sul basso ventre dove assume sfumature biancastre, ad eccezione della coda e dell'orlo delle ali, che sono di colore nero.
Il becco è di color giallo-avorio con punta nerastra, le zampe sono anch'esse nerastre e gli occhi sono di colore bruno scuro nelle femmine e giallo nei maschi.

## Biologia
Si tratta di uccelli diurni, abitatori della media canopia, dove passano gra parte della giornata alla ricerca di cibo fra i rami di alberi ed arbusti alti: femmine e giovani possono aggregarsi in piccoli stormi (talvolta in associazioni con altre specie di uccelli dalle abitudini di vita simili), mentre i maschi sono più solitari e durante il periodo degli amori divengono anche territoriali.
I richiami di questi animali, emessi in particolar modo dai maschi in amore, sono aspri e gracchianti.

### Alimentazione
La dieta di questi uccelli è ancora poco conosciuta, ma composta da frutti e insetti.

### Riproduzione
La stagione riproduttiva si estende da maggio a novembre: i maschi realizzano strutture nuziali a forma di vialetto, posizionando rametti verticali in due filari al suolo della foresta ed appostandosi nei pressi, vocalizzando a profusione per attrarre le femmine. All'approssimarsi di una di queste ultime, il maschio la segue insistentemente, accompagnandola nella visita alla sua struttura (che egli provvede ad abbellire con oggetti di colore sgargiante posizionati nello spiazzo ad essa antistante, accuratamente ripulito da detriti e sassolini) e al contempo arruffando il piumaggio del dorso ed effettuando movimenti sincopati, per poi montarla all'interno della struttura stessa qualora essa si dimostri disponibile.
Dopo l'accoppiamento, il maschio si disinteressa della femmina (che si occuperà da sola della nidificazione, della cova e dell'allevamento della prole), dedicandosi invece a cercare di accoppiarsi col maggior numero possibile di femmine.

## Distribuzione e habitat

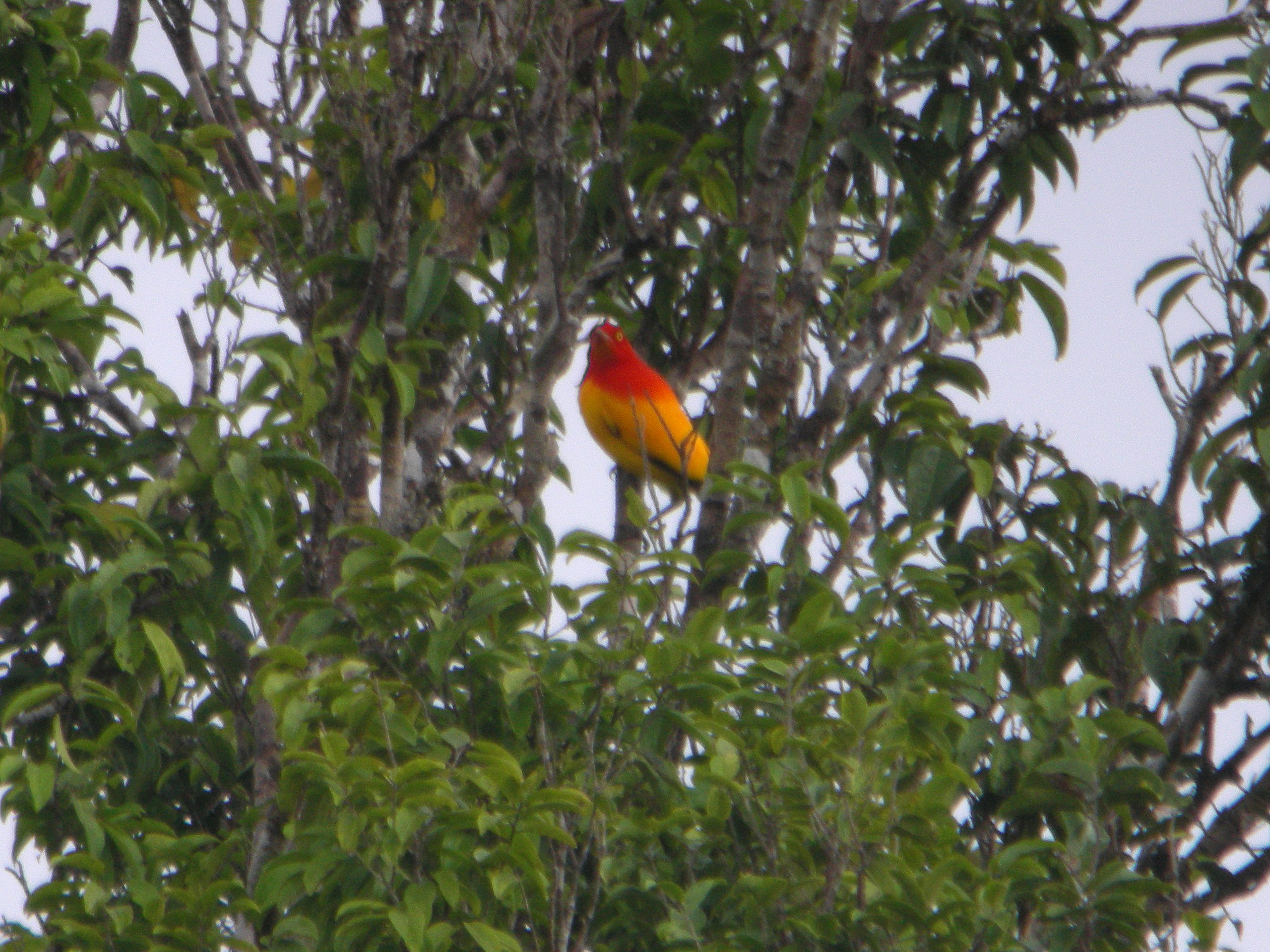
Maschio in natura.

L'uccello giardiniere fiammante è endemico della Nuova Guinea, della quale popola la porzione meridionale da Mimika alle pendici meridionali del Bosavi.
L'habitat di questi uccelli è rappresentato dalla foresta pluviale tropicale di pianura e pedemontana: essi si spingono anche in ambienti più aperti (purché con sufficiente copertura arborea o arbustiva), come la savana alberata e la boscaglia.

## Tassonomia
A lungo considerato una sottospecie dell'affine uccello giardiniere mascherato (col quale pure si ibrida nelle piccole aree in cui le due popolazioni vivono in simpatria), le analisi molecolari hanno rivelato che in realtà l'uccello giardiniere fiammante rappresenta a pieno titolo una specie a sé stante.